# Chantilly Lace
〈Chantilly Lace〉는 제리 포스터, 빌 라이스, 제리스 페리 "빅 바퍼" 리처드슨이 작곡한 로큰롤 가요로서, 1958년 8월 발매된 빅 바퍼의 마지막 싱글이다. 제리 케네디의 프로듀싱작. 젊은 남성이 여자친구와 전화로 시시덕거리는 정사를 노래하고 있다.
머큐리 레코드가 매입한 파파 데일리의 D 레이블에서 제작된 노래로 1958년 여름 공개되었다. 당시 같은 코드 진행도를 사용한 척 베리의 〈Sweet Little Sixteen〉 발매 6개월 일후였다. 팝 차트에서 6위까지 도달, 전국 톱 40에 22주간을 머물렀다. 1958년 세 번째로 가장 많이 재생된 곡이기도 하다. 제인 맨스필드가 부른 〈That Makes It〉은 이 곡의 앤서 송이다.
1972년 제리 리 루이스 버전이 빌보드 핫 컨트리 싱글 차트 1위 비약된 후 삼 주 지속했으며 미국 톱 50, 영국 톱 40의 팝 히트가 되었다.